# Tàu chở vàng của Đức Quốc xã

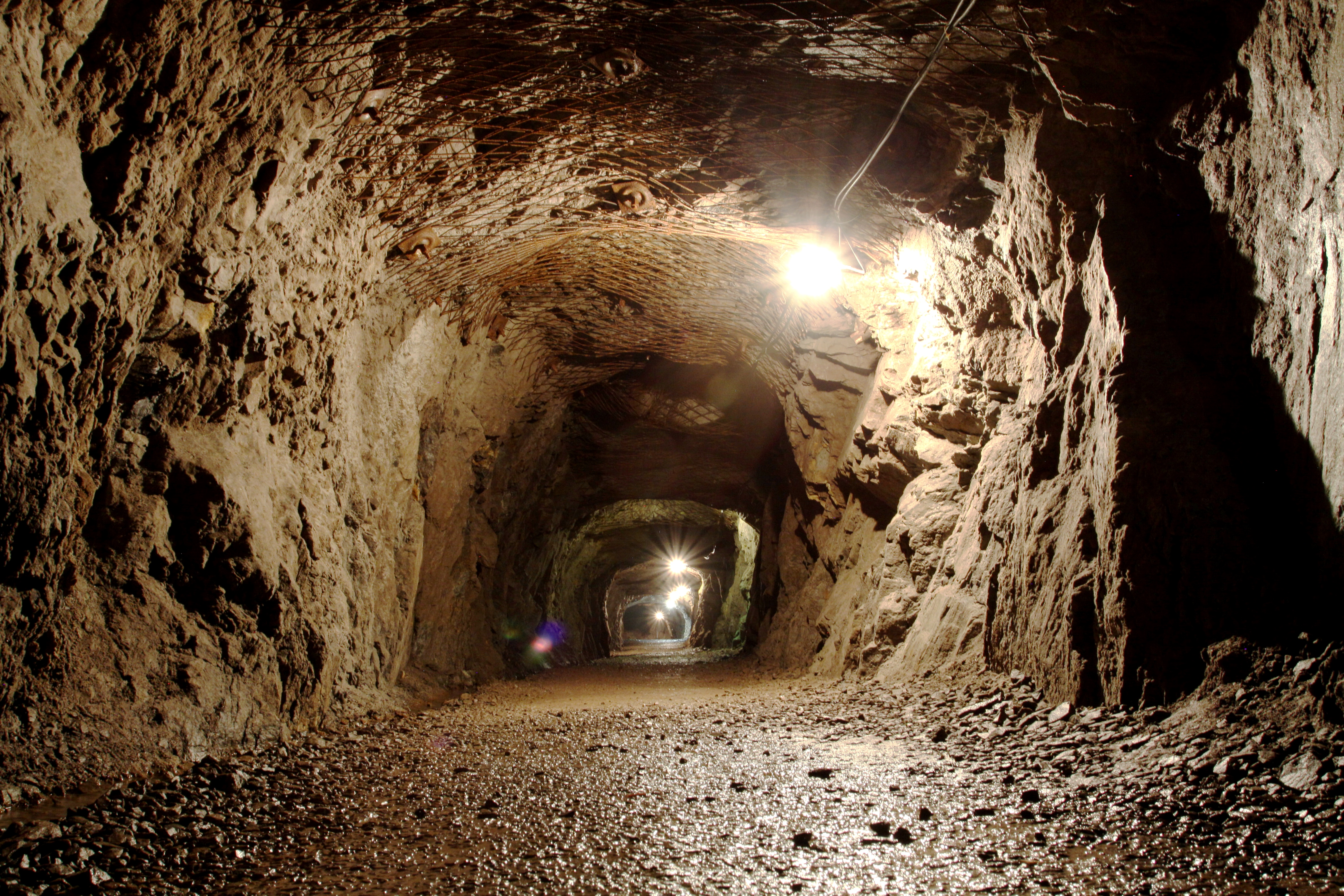
Một trong những đường hầm chưa hoàn thành của Dự án Riese ở Dãy núi Owl, Hạ Silesia

Tàu chở vàng của Đức Quốc xã hay gọi là tàu vàng Wałbrzych liên quan đến một truyền thuyết tại địa phương, về một chuyến tàu Đức quốc xã được chôn trong một đường hầm ở Hạ Silesia giữa Breslau (Wrocław) và Waldenburg (Wałbrzych) vào những ngày cuối của Thế chiến II. Khu vực này hiện là một phần của tây nam Ba Lan, nhưng sau đó là một phần của Đức Quốc xã. Nhiều cuộc tìm kiếm tàu đã được tiến hành từ Thế chiến II, tuy nhiên không có bằng chứng nào về một chuyến tàu được tìm thấy. Theo các nhà sử học, chưa ai có thể chứng minh được rằng tàu tồn tại.
Một cuộc tìm kiếm từ năm 2015 đến 2018 đã nhận được sự quan tâm của giới truyền thông toàn cầu, đỉnh cao là một cuộc khai quật được thực hiện bởi quân đội Ba Lan, các quan chức nhà nước và các cá nhân được tư nhân tài trợ, nhưng nó chỉ xuất hiện một khoang chứa đầy một mảng băng tự nhiên. Không có bằng chứng về các chuyến tàu, đường ray hoặc đường hầm trong Thế chiến II cũng được tìm thấy trong khu vực.

## Truyền thuyết
Theo truyền thuyết địa phương, đoàn tàu bọc thép đã rời Breslau (nay là Wrocław) với đầy vàng và các báu vật khác. Nó được đưa vào một hệ thống các đường hầm dưới dãy núi Owl, một phần của Dự án bí mật Đức Quốc xã chưa hoàn thành gọi là Riese (tiếng Đức nghĩa là "người khổng lồ") gần Wałbrzych. Ở đó, nó được cho là bị chôn vùi trong một đường hầm và hầm mỏ do Đức quốc xã tạo ra. Đoàn tàu được đồn đoán chứa tới 300 tấn vàng, trang sức, vũ khí và kiệt tác.
Theo các nhà sử học, người ta chưa bao giờ chứng minh rằng con tàu đã từng tồn tại.

## Tìm kiếm
Trong thời kỳ Cộng hòa Nhân dân Ba Lan (1947-1989), Lực lượng Vũ trang Ba Lan đã thực hiện các cuộc tìm kiếm không có kết quả nào về con tàu.

### Koper và Richter 2015-2018

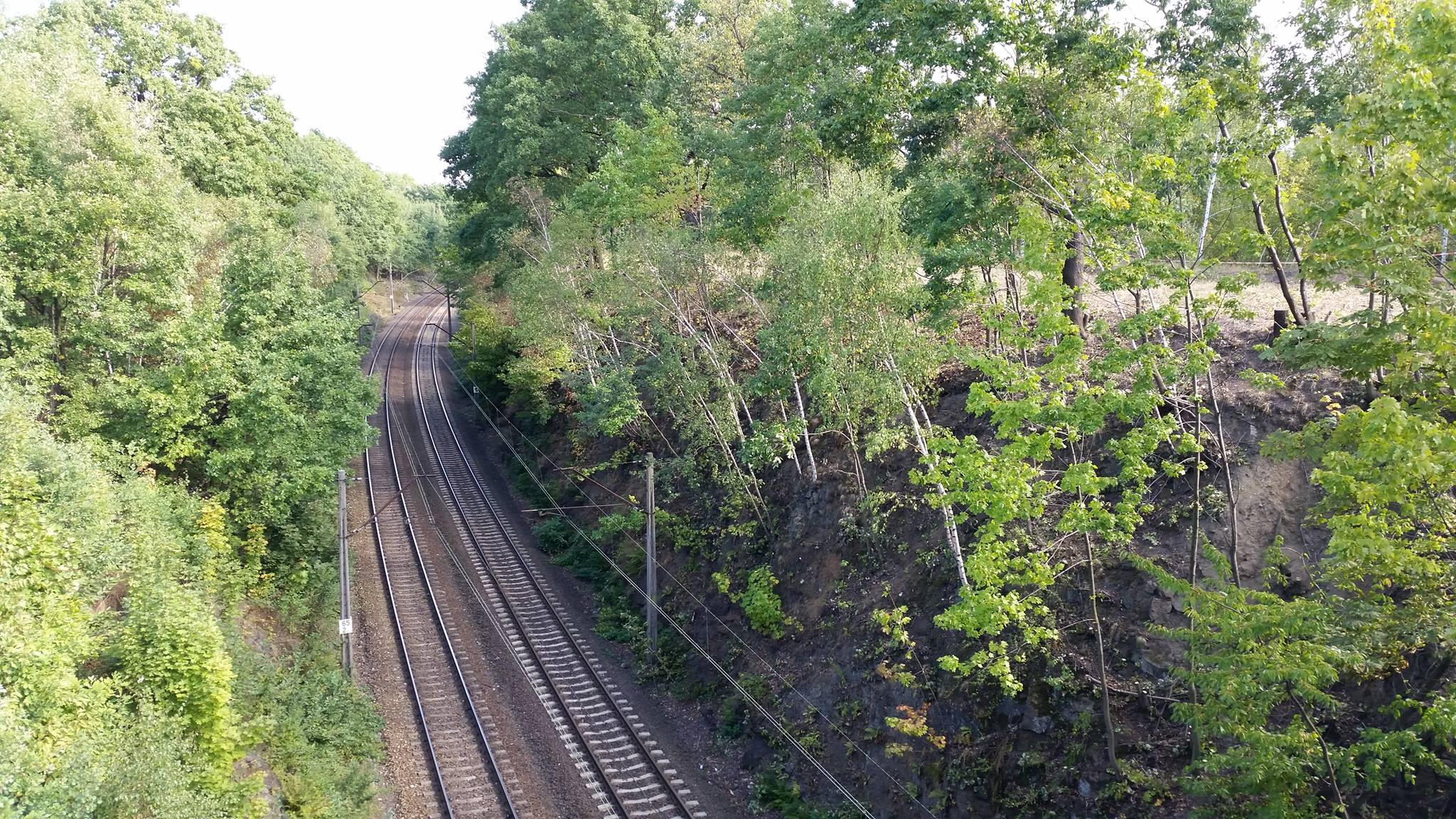
Nơi ẩn náu của Tàu Vàng ở Wałbrzych

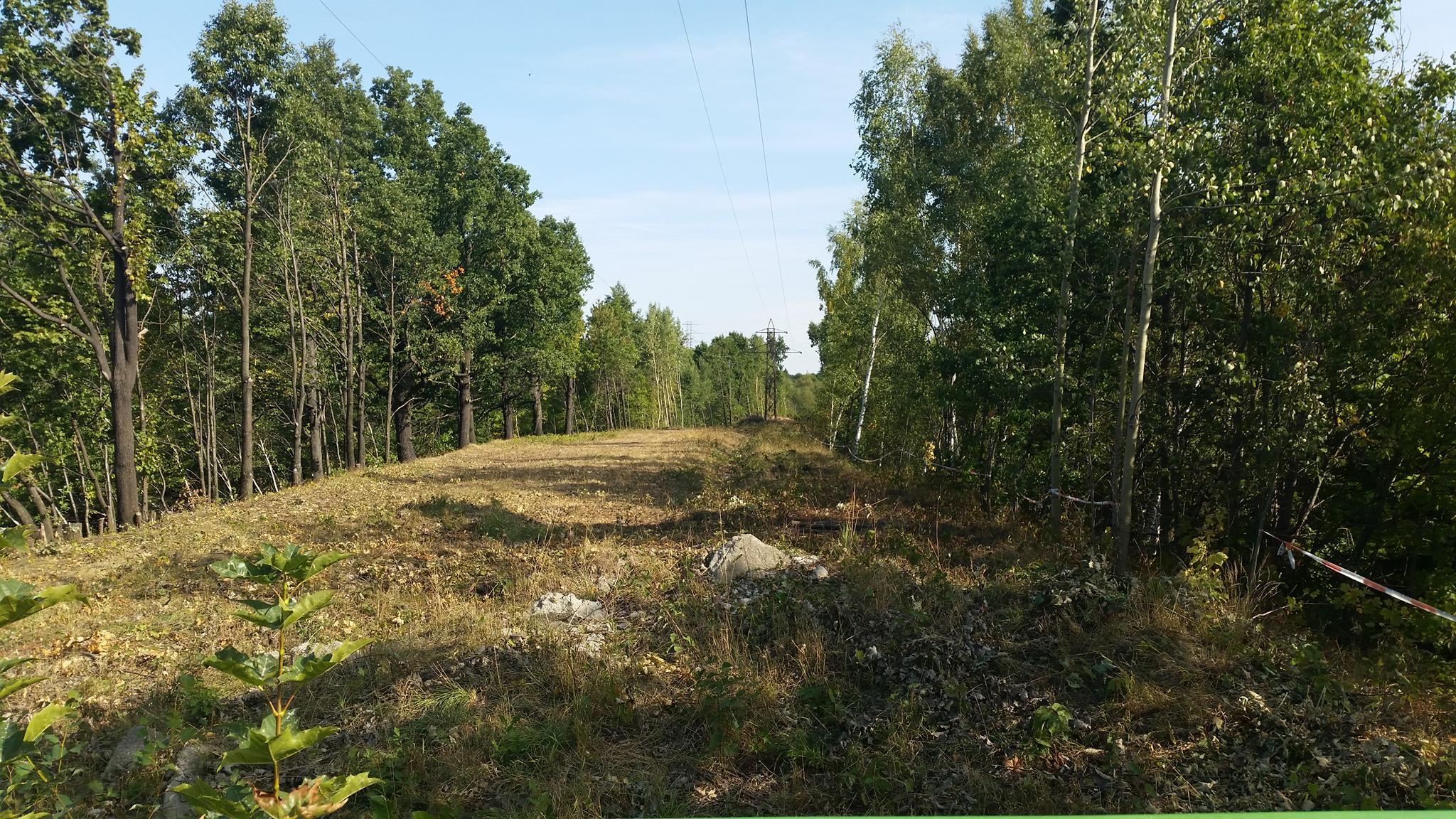
Cạnh đường sắt tại"Khu 65", gần ngã tư đường Uczniowska, Wałbrzych, nơi được cho là Tàu Vàng đã được giấu

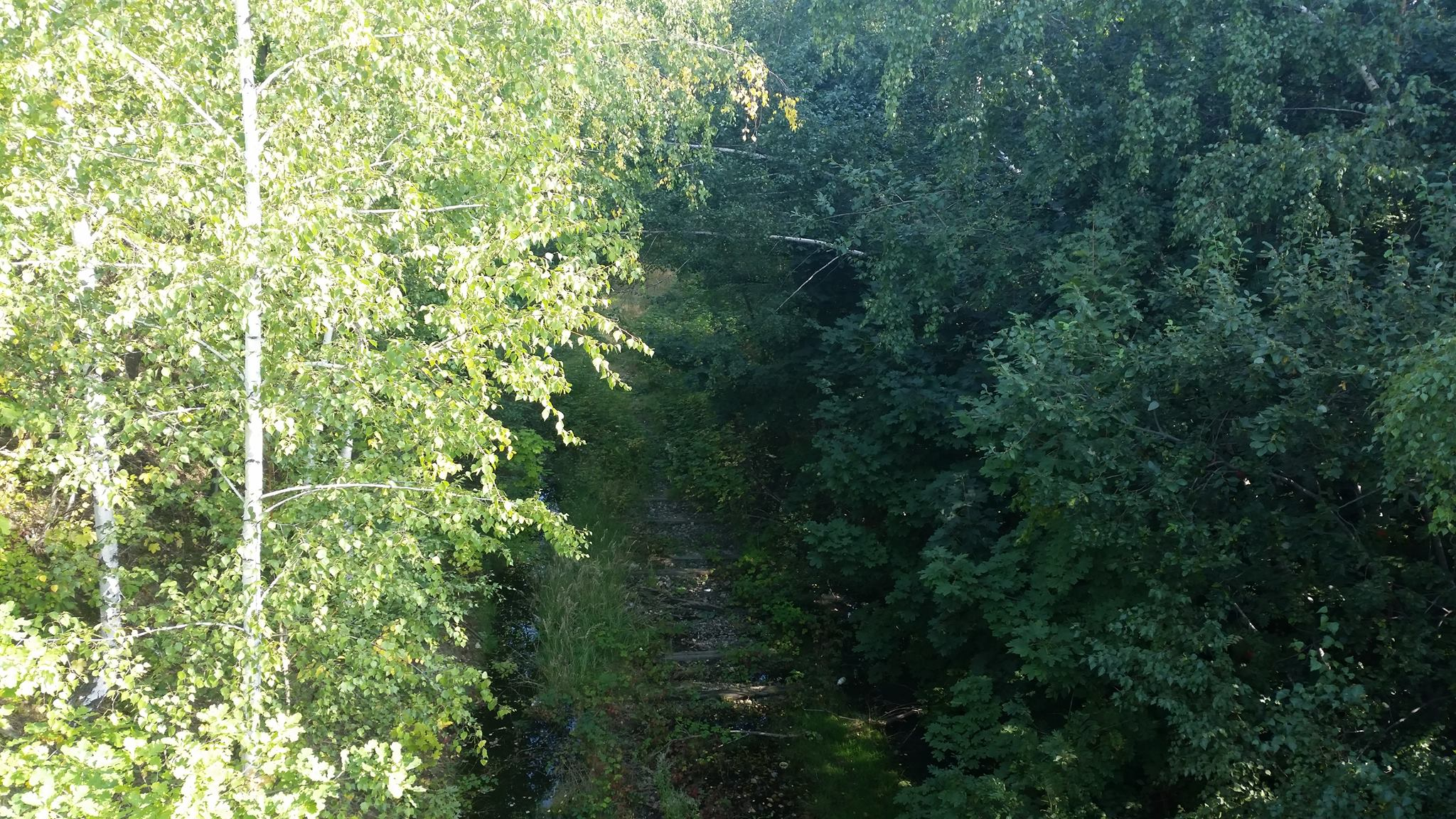
Dấu vết của đường ray gần"Khu 65"

Vào cuối tháng 8 năm 2015, những câu chuyện tin tức bắt đầu lan truyền về hai người đàn ông không rõ danh tính. Hai người sau đó được xác định là Piotr Koper của Ba Lan và Andreas Richter của Đức, đồng sở hữu công ty khai thác mỏ XYZ S.C. Sử dụng luật sư làm trung gian, hai người đã mở các cuộc đàm phán bí mật với chính phủ Ba Lan cho "Phí của người tìm" là 10% giá trị của chuyến tàu để đổi lấy thông tin dẫn đến vị trí của nó. Họ sẽ tiết lộ vị trí chính xác sau khi các tài liệu được ký kết.
Koper và Richter sau đó đã tuyên bố các thông tin về việc khám phá của họ đã bị chính phủ rò rỉ, dẫn đến hiệu ứng rạp xiếc truyền thông trên toàn thế giới.
Vào ngày 28 tháng 8, Thứ trưởng Bộ Văn hóa Ba Lan Piotr Żuchowski tuyên bố rằng những hình ảnh radar xuyên mặt đất được chụp bởi Koper và Richter đã xác nhận với xác suất 99% rằng một đoàn tàu dài 100 mét đã được tìm thấy. Tuy nhiên, vào ngày 31 tháng 8, Tomasz Smolarz, Thống đốc của Hạ Silesia Voivodeship, nói với các phóng viên rằng"Không có thêm bằng chứng nào cho phát hiện bị cáo buộc này hơn những tuyên bố khác được đưa ra trong nhiều năm qua,"ông cũng phát biểu rằng"Không thể khẳng định rằng đó là một phát hiện như vậy thực sự tồn tại ở vị trí được chỉ định dựa trên các tài liệu đã được gửi đến".
Vào ngày 4 tháng 9, Koper và Richter lần đầu tiên công khai, phá vỡ sự ẩn danh trước đó của họ. Họ tuyên bố rằng vị trí chính xác của tàu đã được trao cho chính quyền Ba Lan. Họ cũng đã công bố những hình ảnh mà họ đã chụp bằng hệ thống Radar xuyên thấu mặt đất KS-700 có vẻ như cho thấy một trục nhân tạo sâu 50 mét với một cái gì đó trong đó. Koper và Richter tin rằng đoàn tàu đã bị chôn vùi bên cạnh đoạn đường dài 4 kilômét (2,5 dặm) trên tuyến đường Wrocław-Wałbrzych của Đường sắt Nhà nước Ba Lan tại km 65.
Chính quyền Ba Lan đã phong tỏa khu rừng ở khu vực 65 km, cũng như triển khai cảnh sát và các lính canh khác để ngăn chặn việc tiếp cận nhiều thợ săn kho báu đã được trang bị thiết bị phát hiện. Vào cuối tháng 9, quân đội Ba Lan, hành động theo yêu cầu của thống đốc khu vực, bắt đầu dọn sạch cây và đặt bẫy và mìn. Quân đội đã xác nhận vào ngày 4 tháng 10 rằng không có chất nổ hoặc các mối nguy hiểm khác tồn tại, xuống đến độ sâu của một metre.
Vào giữa tháng 11, hai đội khác nhau đã bị chính quyền thành phố ở Wałbrzych ngăn chặn để tránh xâm lấn địa điểm này. Đội đầu tiên là Koper và Richter. Nhóm thứ hai là các chuyên gia khai thác từ Học viện Khai thác Kraków do Janusz Madej đứng đầu. Vào ngày 15 tháng 12, nhóm thứ hai thông báo rằng một cuộc khảo sát đã không tìm thấy bằng chứng nào về một chuyến tàu, mặc dù có thể là bằng chứng về một đường hầm bị sập. Koper và Richter đứng trước tuyên bố của họ về một chuyến tàu mà Madej đã trả lời"Đó là một sai lầm, nhưng thật ngu ngốc khi đứng bên cạnh nó".
Vào tháng 5 năm 2016, mặc dù có nhiều ý kiến từ các chuyên gia bên ngoài rằng không có tàu nào tồn tại, Koper và Richter bảo đảm cho phép bắt đầu đào tại địa điểm từ chủ sở hữu của tài sản, Đường sắt Nhà nước Ba Lan. Cuộc khai quật bắt đầu vào ngày 15 tháng 8 năm 2016 với một nhóm gồm 64 người bao gồm các kỹ sư, nhà địa chất, nhà hóa học, nhà khảo cổ học và một chuyên gia về phá hủy quân sự. Cuộc khai quật được cho là có giá 116.000 euro tương đương 131.000 đô la Mỹ và được tài trợ bởi các nhà tài trợ tư nhân và sự giúp đỡ của các tình nguyện viên.
Việc đào đã bị dừng lại sau bảy ngày khi không tìm thấy đường ray, đường hầm hoặc xe lửa. Những hình ảnh radar được cho là tàu đã được tiết lộ cả mảnh băng tự nhiên. Một quan chức của thị trấn thừa nhận du lịch đã tăng 44% trong năm nay và cho biết "sự công khai mà thị trấn đã nhận được trên các phương tiện truyền thông toàn cầu trị giá khoảng 200 triệu đô la. Ngân sách hàng năm của chúng tôi để quảng cáo là $380.000, vì vậy hãy nghĩ về điều đó. Cho dù các nhà thám hiểm có tìm thấy gì hay không, thì tàu vàng đã đến rồi." Thị trưởng thị trấn đang xem xét đặt tên bùng binh theo tên của Koper và Richter. Việc tìm kiếm sẽ tiếp tục, theo Koper và Richter, tại các địa điểm khác gần đó.
Vào đầu tháng 12 năm 2016, Koper và Richter tuyên bố ý định tạo ra một nền tảng cho mục đích huy động tiền để khoan sâu xuống 20 mét vào năm 2017. Trong cuộc tìm kiếm thứ ba vào tháng 6 năm 2017, với sự hỗ trợ của một công ty địa vật lý từ Warsaw, đội khai quật đã gặp phải bảy khoang hầm, nơi bị nghi là một đường hầm đường sắt. Phát hiện đã thực hiện khoan sâu cần thiết, theo các nhà thầu, sẽ tốn ít nhất 100.000 zlotys (khoảng 23.000 euro) cho các giấy phép và khai quật thực tế. Việc đào đã được lên kế hoạch cho mùa xuân hoặc mùa hè năm 2018, khi các nhà tài trợ sẽ được tìm thấy.
Vào tháng 8 năm 2018, Richter đã rời đội khai quật. Koper tuyên bố sẽ tiếp tục tìm kiếm.. Trong khi chưa tìm thấy tàu chở vàng của Đức Quốc xã thì vào tháng 1 năm 2019, Koper đã phát hiện ra bức tranh tường khổ lớn và vô cùng giá trị từ thế kỷ 16 được cất giấu sau bức tường thạch cao khi đang thực hiện việc cải tạo một cung điện cũ tài làng Struga gần Wroclaw

## Bản sao
Năm 2016, một nhóm những người đam mê câu chuyện này đã bắt đầu xây dựng một bản sao kích thước đầy đủ của một chiếc xe lửa bọc thép của Đức Quốc xã trong một nhà máy giấy cũ nằm ở khoảng 15 km từ vị trí của kè đào Koper và Richter. Nó được thiết kế để trở thành một điểm thu hút khách du lịch.